# 掃迷帚
《掃迷帚》，晚清小說，作者署名壯者，一說即丁逢甲，共二十四回。
《掃迷帚》最早在光绪三十一年（1905年）《绣像小说》第43号至52号上連載，隔年又在《广益丛报》第4期至27期轉載。內容主要敘述蘇州（旁及他省）的迷信風俗，並勸世人反對迷信，這本書基本上缺乏小說的結構，全文僅是透過兄弟兩人的辯論，來說明迷信的害處。
“蜀中無大將，廖化作先鋒”一語即典出自《掃迷帚》第24回。“療瘡剜肉”一詞亦出自第24回：“若慮迷信一破，道德墮落，必以保存為得計，此又何異欲止渴而飲鴆，欲療瘡而剜肉。” 

## 外部連結
- 掃迷帚 （页面存档备份，存于）
- 古典文學網